# États fédérés de Micronésie aux Jeux olympiques d'été de 2004
Vous lisez un « bon article » labellisé en 2016.
La délégation des États fédérés de Micronésie aux Jeux olympiques d'été de 2004 à Athènes, en Grèce, est constituée de cinq athlètes, concourant dans trois disciplines. Il s'agit de la deuxième apparition du pays à des Jeux olympiques d'été après ceux de 2000 à Sydney en Australie. L'haltérophile Manuel Minginfel participe pour la deuxième fois à des Jeux olympiques d'été. Il est le seul à s'être qualifié par ses performances. Il termine dixième de son épreuve. Aucun des athlètes concourant en athlétisme ou en natation n'a passé le stade des séries, mais trois d'entre eux ont battu un record national : John Howard en athlétisme sur le 100 m, Tracy Ann Route et Anderson Bonabart en natation sur le 50 m nage libre. La délégation n'a remporté aucune médaille lors de ces jeux.

## Composition de la délégation
Pour la deuxième fois consécutive, les athlètes concourent dans trois sports : l'athlétisme, la natation et l'haltérophilie. La délégation arrive à Athènes le 9 août en compagnie des délégations de Nauru, des Palaos, et des Samoa. La délégation micronésienne est composée de cinq athlètes, de quatre entraîneurs et de neuf autres personnes. Les athlètes sélectionnés sont Evangeleen Ikelap et John Howard en athlétisme, Manuel Minginfel en haltérophilie, Tracy Ann Route et Anderson Bonabart en natation. Ils sont accompagnés de Berney Martin, chef de la délégation, et des entraîneurs Sweeter Daniel pour la natation, Marcellus Akapito et Theodore Rutun pour l'athlétisme, Vanston Waguk pour l'haltérophilie. Eliuel Pretrick, président du Comité national olympique des États fédérés de Micronésie et secrétaire du ministère de la Santé, de l'Éducation et des Affaires sociales, James Tobin, secrétaire général du Comité national olympique, Lestly Ashby, personnel administratif, James Yaingelou, docteur de l'équipe, Bermin Weilbacher, attaché de presse, les invités Richard et Arlo Tobin et les jeunes Mendilla Harong et Roger Gilmete sont également du voyage,. Les deux jeunes Micronésiens vont participer au Camp de la jeunesse organisé en parallèle des Jeux olympiques par le Comité international olympique du 11 au 28 août.
La plus jeune athlète de la délégation est la nageuse Tracy Ann Route, âgée de 19 ans, et le plus âgé est Manuel Minginfel avec 25 ans. Celui-ci est le seul à s'être qualifié grâce à ses performances. Il a été désigné comme porte-drapeau pour la cérémonie d'ouverture, pour la deuxième fois consécutive, et également porte-drapeau pour la cérémonie de clôture.

## Cérémonies
La délégation micronésienne défile lors des cérémonies d'ouverture et de clôture qui se déroulent dans le stade olympique d'Athènes.

### Cérémonie d'ouverture
La cérémonie d'ouverture se déroule le 13 août 2004. Les délégations défilent dans l'ordre alphabétique grec après un spectacle musical chorégraphié. Devant le drapeau de chaque délégation, une femme costumée à la manière d'un vase grec tient une pancarte sur laquelle le nom de la délégation est écrit en grec (langue du pays hôte), en français et en anglais (langues officielles des Jeux). La délégation micronésienne défile en 109e position, derrière son porte-drapeau, l'haltérophile Manuel Minginfel. Ses membres sont vêtus d'une chemise bleue à fleurs blanches, d'un pantalon ou d'une jupe noire, et portent un collier de fleurs blanches.

### Cérémonie de clôture
La cérémonie de clôture a lieu le 29 août. L'entrée des athlètes dans le stade a lieu après un spectacle musical chorégraphié et la remise des médailles du Marathon masculin. Les porte-drapeaux défilent en une seule file suivis par les athlètes en masse sans distinction de nationalité. Manuel Minginfel est à nouveau porte-drapeau.

## Résultats

### Athlétisme

#### Présentation des athlètes
Evangeleen Ikelap, née le 18 janvier 1982 sur l'île de Weno dans l'archipel des îles Truk, et John Howard, né le 21 juillet 1981 également sur l'île de Weno, représentent la Micronésie en athlétisme. Ikelap concourt dans l'épreuve du 100 m féminin et Howard dans l'épreuve du 100 m masculin.
La sprinteuse micronésienne s'est distinguée lors de l'édition de 1998 des Jeux de la Micronésie en remportant une médaille d'argent dans l'épreuve du 400 m avec un temps de 64 s 76 et en établissant avec ses coéquipières le record national du 4 × 400 m en 4 min 33 s 52 en terminant à la 4e place. Lors du camp de préparation pour les jeux olympiques réalisé en août à Cairns en Australie, elle réalise son record personnel sur 100 m avec un temps de 13 s 4 (temps manuel),.
John Howard a participé aux séries du 100 m aux championnats du monde d'athlétisme en 2001 et 2003 sans arriver à se qualifier pour le tour suivant. Lors de la coupe d'Océanie en juin 2002, John Howard établit un nouveau record national du 200 m en parcourant la distance en 21 s 65,. Il est l'un principaux athlètes de l'édition de 2002 des Jeux de la Micronésie en remportant trois médailles d'or sur le 100 m, le 200 m mais aussi sur le relais 4 × 400 m en battant le record national (3 min 25 s 49),,. En avril 2003, il termine second du 100 m des championnats de Micronésie d'athlétisme et participe peut-être aux relais vainqueurs des 4 × 100 m et 4 × 400 m,. Lors des Jeux du Pacifique sud de 2003, il remporte la médaille de bronze sur le 200 m et sur le 4 × 100 m. Lors du relais, il établit avec ses coéquipiers un nouveau record national en (42 s 12),. Au camp d’entraînement de Cairns en Australie, il établit un nouveau record national sur 100 m en 10 s 7 (temps manuel).

#### Résultats
Les compétitions du 100 m ont lieu au stade olympique d'Athènes.
Evangeleen Ikelap concourt le 20 août dans la deuxième série et achève son 100 m en 13 s 5, établissant ainsi un nouveau record personnel sur la distance (temps électronique). Elle égale ainsi son record personnel. Elle se classe 7e derrière la Zimbabwéenne Winneth Dube (11 s 56) et devant la Koweïtienne Danah Al-Nasrallah (13 s 92). Sa série est gagnée par la Biélorusse Yuliya Nyestsyarenka en 10 s 94. Le temps d'Ikelap ne lui permet pas de se qualifier pour le tour suivant. Elle est classée 50e sur 63 participantes. La médaille d'or est remportée par Yuliya Nyestsyarenka avec un temps de 10 s 93.
John Howard court le 21 août et termine 7e de la sixième série en 10 s 85 et bat le record national du 100 m (temps électronique). Il se classe derrière le Hongrois Gábor Dobos (10 s 68) et devant le Bangladais Mohammad Shamsuddin (11 s 13). La série est remportée par le Japonais Nobuharu Asahara en 10 s 33. Le temps d'Howard ne lui permet pas de se qualifier pour le tour suivant. Il se classe 66e sur les 82 participants. La finale est gagnée par l'Américain Justin Gatlin en 9 s 85.
- NR (National record) = Record national

| Athlète           | Épreuve | Séries     | Séries | Quarts de finale | Quarts de finale | Demi-finales  | Demi-finales  | Finale        | Finale        |
| Athlète           | Épreuve | Résultat   | Rang   | Résultat         | Rang             | Résultat      | Rang          | Résultat      | Rang          |
| ----------------- | ------- | ---------- | ------ | ---------------- | ---------------- | ------------- | ------------- | ------------- | ------------- |
| Evangeleen Ikelap | 100 m   | 13 s 5     | 7      | Pas qualifiée    | Pas qualifiée    | Pas qualifiée | Pas qualifiée | Pas qualifiée | Pas qualifiée |
| John Howard       | 100 m   | 10 s 85 NR | 7      | Pas qualifié     | Pas qualifié     | Pas qualifié  | Pas qualifié  | Pas qualifié  | Pas qualifié  |

### Haltérophilie

#### Présentation de l'athlète
Manuel Minginfel est le seul haltérophile des Jeux olympiques d'été de 2004 à concourir sous la bannière de la Micronésie. Il s'est qualifié grâce à sa dixième place au classement mondial. Il est inscrit dans la compétition masculine dans la catégorie des moins de 62 kilogrammes. Né dans la municipalité de Rumung aux îles Yap dans l'État de Yap, le 28 septembre 1978, Minginfel a 21 ans quand il concourt pour la première fois en 2000 aux Jeux Olympiques, à Sydney en Australie, sans toutefois soulever de poids avec succès. Il est âgé de 25 ans lors de cette seconde participation. Minginfel est déjà un athlète accompli en Océanie. Il a en effet remporté deux titres de champion d'Océanie et trois titres de champion du Pacifique sud. Il est également double vainqueur aux Jeux du Pacifique sud, médaillé d'argent aux Mini-jeux du Pacifique sud, double vainqueur aux Jeux de la Micronésie et triple vainqueur aux Jeux des États fédérés de Micronésie. Il a participé à deux reprises aux championnats du monde d'haltérophilie, en 1999 où il termine 20e et en 2003 où il se classe 15e. Son record en compétition établi aux championnats continentaux de 2004 est de 282,5 kg. À partir de février 2004, Manuel Minginfel s'entraîne sous la direction de Paul Coffa à l'Institut d'haltérophilie d'Océanie, aux Fidji. Les frais de son entraînement et de son entretien en vue de sa préparation aux Jeux olympiques d'été d'Athènes sont couverts par le Fonds olympique océanien d'entraînement et de scolarité et le Fonds olympique de solidarité,.

#### Résultat
La compétition se tient le 16 août au Gymnase olympique d’Haltérophilie de Nikaia. Minginfel est le seul océanien parmi les seize compétiteurs dans la catégorie des moins de 62 kg. Lors de l'épreuve de l'arraché, il soulève 115 kg à son premier essai, échoue ensuite à 120 kg avant de réussir à soulever le poids au troisième essai. À l'épaulé-jeté, il tente une première fois sans succès 147,5 kg, réussit au deuxième essai et soulève au dernier essai 152,5 kg. Son score combiné final est de 272,5 kg. Seulement quinze des vingt athlètes ont achevé la compétition. Il est classé 11e puis 10e devant le Japonais Toshio Imamura (270 kg) et derrière le Taïwanais Yang Sheng-Hsiung (280 kg), après la disqualification pour dopage du Grec Leonidas Sabanis. En comparaison, le médaillé d'or chinois Shi Zhiyong a soulevé un total combiné de 325 kg.
| Athlète          | Compétition | Arraché  | Arraché | Épaulé-jeté | Épaulé-jeté | Total    | Rang |
| Athlète          | Compétition | Résultat | Rang    | Résultat    | Rang        | Total    | Rang |
| ---------------- | ----------- | -------- | ------- | ----------- | ----------- | -------- | ---- |
| Manuel Minginfel | -62 kg      | 120 kg   | 11      | 152,5 kg    | 10          | 272,5 kg | 10   |

### Natation

#### Présentations des athlètes
Tracy Ann Route, née le 23 février 1985, et Anderson Bonabart (aussi orthographié Ponapard ou Bonapart), né le 4 mai 1980, tous deux originaires de l'État de Pohnpei, concourent dans l'épreuve du 50 m nage libre.
Ces Jeux sont les seconds pour Tracy Ann Route après une première participation dans l'épreuve du 100 m papillon lors des Jeux de 2000. Elle compte à son palmarès une victoire sur 50 mètres nage papillon, une deuxième place en 4 × 100 m 4 nages et une quatrième place sur le 100 m papillon aux Jeux de la Micronésie de 2002. Aux Jeux du Pacifique Sud de 2003, elle ne dépasse pas le stade des séries en 50 m nage libre et en 200 m papillon. De même, aux championnats du monde en grand bassin de 2003, elle est éliminée en qualifications du 50 m nage libre et du 50 m papillon. L'année suivante, elle échoue à la même étape sur le 50 m nage libre et le 100 m papillon des championnats d'Océanie.
Anderson Bonabart termine 3e du 100 m papillon aux Jeux de la Micronésie de 2002. Aux Jeux du Pacifique Sud de 2003, il ne parvient pas à passer le stade des séries en 50 m nage libre, 50 m dos, 50 m brasse, 50 m papillon et 100 m papillon. La même année, aux championnats du monde, il est éliminé en qualifications du 50 m nage libre et du 50 m papillon. Il n'accède pas non plus au deuxième tour du 50 m papillon et du 100 m nage libre aux championnats d'Océanie de 2004. Avant les Jeux olympiques, le nageur micronésien est titulaire du record de Micronésie du 50 m nage libre en 28 s 07.

#### Résultats
Les compétitions de natation ont lieu au Centre aquatique olympique d'Athènes.
Tracy Ann Route nage le 20 août dans la deuxième série du 50 m nage libre. Classée troisième parmi huit concurrentes, elle termine la distance en 31 s 26 et établit ainsi un nouveau record national. Elle est placée devant Christal O'Reilly Clashing d'Antigua et Barbuda (31 s 55) et immédiatement derrière Sameera Al-Bitar et Ghazal Jobeili (31 s, ex-equo) respectivement du Bahreïn et du Liban. Aucune des participantes à cette série n'est qualifiée pour le tour suivant. Tracy Ann Route prend la 65e place de cette compétition qui a compté 73 compétitrices. La Néerlandaise Inge de Bruijn remporte la médaille d'or avec un temps de 24 s 58.
Anderson Bonabart concourt le 19 août dans l'épreuve du 50 m nage libre masculin. Il termine 1er de la deuxième série, laquelle comprend huit concurrents, avec un temps de 26 s 75, établissant un nouveau record des États fédérés de Micronésie. Il se classe devant Hojamamed Hojamamedov du Turkmenistan (27 s 68). Il ne se qualifie pas pour le tour suivant et se classe 68e sur 83 participants. L'Américain Gary Hall gagne la finale en 21 s 93.
- NR (National record) = Record national

| Athlète           | Compétition     | Séries     | Séries | Demi-finales  | Demi-finales  | Finale        | Finale        |
| Athlète           | Compétition     | Temps      | Rang   | Temps         | Rang          | Temps         | Rang          |
| ----------------- | --------------- | ---------- | ------ | ------------- | ------------- | ------------- | ------------- |
| Tracy Ann Route   | 50 m nage libre | 31 s 26 NR | 65     | Pas qualifiée | Pas qualifiée | Pas qualifiée | Pas qualifiée |
| Anderson Bonabart | 50 m nage libre | 26 s 75 NR | 68     | Pas qualifié  | Pas qualifié  | Pas qualifié  | Pas qualifié  |